# فيكتور أمارو
فيكتور أمارو هو لاعب كرة قدم برازيلي، ولد في 31 يناير 1987 في البرازيل. لعب مع Samutsongkhram F.C. ‏.

## وصلات خارجية
- فيكتور أمارو على موقع قاعدة بيانات كرة القدم.إي يو (الإنجليزية)
- فيكتور أمارو على موقع Soccerway.com (الإنجليزية)